# Rapid Motor Car Company
Rapid Motor Car Company war ein US-amerikanischer Hersteller von Automobilen. Es findet sich auch die Schreibweise Rapids Motor Car Company.

## Unternehmensgeschichte
Das Unternehmen wurde 1903 in Grand Rapids in Michigan gegründet. Im gleichen Jahr begann die Produktion von Automobilen. Der Markenname lautete Rapid. Im März 1903 berichtete eine Autozeitschrift darüber.
Im Juni 1903 übernahm M. B. Martin das Unternehmen. Die Gründe für den Kauf sind nicht bekannt. Er setzte die Produktion nicht fort.
Das Unternehmen darf nicht mit dem Nutzfahrzeughersteller Rapid Motor Car Company aus Pontiac in Michigan verwechselt werden, der zwischen 1904 und 1909 tätig war und dann von General Motors übernommen wurde.

## Fahrzeuge
Es ist nur ein Modell bekannt. Es hatte einen Zweizylindermotor mit 15 PS Leistung. Die Motorleistung wurde über ein Dreiganggetriebe und zwei Ketten an die Hinterachse übertragen. Das Fahrgestell  hatte 213 cm Radstand. Der Neupreis betrug 2000 US-Dollar.